# Bracia Flub
Bracia Flub (ang. The Brothers Flub) – amerykański serial animowany. Wyprodukowany przez Sunbow Productions.
Światowa premiera serialu miała miejsce 17 stycznia 1999 roku na amerykańskim Nickelodeon. Ostatni odcinek został wyemitowany 8 stycznia 2000 roku. W Polsce premiera serialu odbyła się 20 września 1999 roku na antenie Canal+. Po raz ostatni serial pojawił się 25 października 1999 roku.

## Opis fabuły
Serial opowiada o przygodach dwóch braci kosmitów – Guapa i Fraza Flubów, którzy mieszkają w przestrzeni kosmicznej.

## Bohaterowie
- Guapo – kosmita. Brat Fraza.
- Fraz – kosmita. Brat Guapa.

## Obsada
- Keith Kaczorek – Guapo
- Mitch Schauer – Fraz

## Wersja polska
Opracowanie i udźwiękowienie: PaanFilm Studio Warszawa

Reżyseria i dialogi: Dariusz Dunowski

Dźwięk i montaż: Michał Skarżyński

Organizacja produkcji: Lidia Masiak

Wystąpili:
- Jacek Sołtysiak – Fraz
- Mieczysław Morański – Guapo
- Agnieszka Matysiak – Tarara Bumcykcyk
- Dominika Ostałowska – Valerina
- Sławomir Pacek – Squeege
- Jacek Czyż – Fred Wielki Łeb

oraz:
- Jolanta Wołłejko
- Tomasz Grochoczyński
- Mikołaj Müller
- Anna Apostolakis
- Sławomir Orzechowski
- Janusz Zadura
- Marek Frąckowiak
- Jacek Jarosz
- Krystyna Kozanecka
- Arkadiusz Jakubik
- Władysław Grzywna
- Jacek Bursztynowicz
- Jarosław Boberek
- Wojciech Szymański